# جس استون: سنگ سرد
جس استون: سنگ سرد (به انگلیسی: Jesse Stone: Stone Cold) یک تله‌فیلم درام، جنایی و معمایی آمریکایی محصول سال ۲۰۰۵ به کارگردانی رابرت هارمون با بازی تام سلک، جین آدامز و رگ راجرز است. فیلمنامه بر اساس رمان سال ۲۰۰۳ سنگ سرد نوشته رابرت بی. پارکر نوشته شده‌است. داستان این فیلم در مورد رئیس پلیس یک شهر کوچک نیوانگلند است که به بررسی یک سری از قتل‌هایی می‌پردازد که با شیوه‌های علمی رخ می‌دهند. داستان فیلم که در نوا اسکوشیا فیلمبرداری شده، در شهر خیالی بهشت، ماساچوست می‌گذرد. این فیلم اولین فیلم از مجموعه ۹ فیلم تلویزیونی است که بر اساس رمان‌های جسی استون پارکر ساخته شده‌است. این فیلم اولین بار در ۲۰ فوریه ۲۰۰۵ در شبکه تلویزیونی سی‌بی‌اس پخش شد. با وجود اینکه اولین بار در سری فیلم‌ها پخش شد، اما در واقع بعد از دومین فیلم این مجموعه، جس استون: عبور شب که یک سال بعد از آن پخش شد، اتفاق می‌افتد.